# Гіролт (Сату-Маре)
Гіролт (рум. Ghirolt) — село у повіті Сату-Маре в Румунії. Входить до складу комуни Мофтін.
Село розташоване на відстані 442 км на північний захід від Бухареста, 28 км на південний захід від Сату-Маре, 118 км на північний захід від Клуж-Напоки.

## Населення
За даними перепису населення 2002 року у селі проживала 181 особа.
Національний склад населення села:
| Національність | Кількість осіб | Відсоток |
| -------------- | -------------- | -------- |
| румуни         | 132            | 72,9%    |
| цигани         | 48             | 26,5%    |

Рідною мовою назвали:
| Мова      | Кількість осіб | Відсоток |
| --------- | -------------- | -------- |
| румунська | 107            | 59,1%    |
| угорська  | 74             | 40,9%    |